# Elthusa vulgaris
Elthusa vulgaris là một loài chân đều trong họ Cymothoidae. Loài này được Stimpson miêu tả khoa học năm 1857.